# 陳儒樸
陳儒樸（？—17世紀），湖廣黃州府麻城縣人，明朝、南明政治人物。

## 生平
陳儒樸是萬曆三十五年進士陳以聞之子，在天啟七年（1627年）中舉人，崇禎十六年（1643年）成進士，獲授行人，弘光年間他和卜象乾、王傚通、鄭洪猷、潘湛、袁定、劉延禟、朱輅、孔尚則、傅箕孺、宋祖乙、費景烷、張萬選、張景韶、夏供佑、王質、董祖嘗、曾守意、王政敏、陸慶衍、汪鉉、吳伯尚、陳謙、汪姬生、賈應寵在刑部共事，擔任河南司員外郎。
南京失陷後，陳儒樸在墩陽區漸山興建泊石庵隱居，有子陳發祥。

## 引用
1. 1 2  錢海岳《南明史·卷三十一·列傳第七》：（弘光）時刑部先後司官之可紀者，為卜象乾、王傚通、鄭洪猷、潘湛、袁定、劉延禟、朱輅、孔尚則、傅箕孺、宋祖乙、費景烷、張萬選、張景韶、夏供佑、王質、董祖嘗、曾守意、王政敏、陸慶衍、汪鉉、陳儒樸、吳伯尚、陳謙、汪姬生、賈應寵云。……儒樸，麻城人。崇禎十六年進士。授行人頒詔，擢河南司員外郎。
2. ↑  光緒《重修麻城縣志·卷十七·選舉志四》：陳以聞 以子儒樸 贈行人
3. ↑  光緒《重修麻城縣志·卷十四·選舉志一》：（天啟）七年 丁卯（舉人） ……陳儒樸
4. ↑  光緒《重修麻城縣志·卷四·建置志》：泊石庵，在墩陽區漸山之麓，明季進士陳儒樸建，庵後多洞，巨石嶙峋，奇怪萬狀，樸隱居於此。
5. ↑  光緒《重修麻城縣志·卷二十·耆舊志一》：陳發祥，行人司儒樸子，幼失怙，事母黃氏孝……